# 村山悟郎
村山 悟郎（むらやま ごろう、1983年 - ）は日本の画家、アーティスト。東京芸術大学博士（美術）。

## 表現活動
絵画からビデオインスタレーション、コラージュ、パフォーマンスと幅広いが、作品の多くは巨大な平面作品である。中でも、描画行為と支持体形成の相互作用によって時間発展的に展開していく織物絵画が代表的である。手順の選択に宿る創造性に着目し、情報技術時代における人間の創造性とは何かを問いながら、絵画やドローイングの新しい形を提示する。オートポイエーシス理論を作品に応用し、自己組織化するプロセスやパターンを用いて生態学的視点から表現していることが特徴的だが、こうした考え方は、G.ベイトソンやバレーラ、マトゥラーナ、河本英夫、池上高志に大きな影響を受けている。
また、制作だけでなく執筆活動やレクチャー、キュレーションを行うなど、領域にとらわれず国内外で意欲的に活動している。
あいちトリエンナーレ2019及び、「表現の不自由展・その後」をめぐる問題に伴い発足したReFreedom_Aichiの参加アーティストであり、「あいち宣言（プロトコル）」の起草においては、アーティスト代表の1人として主導的な役割を果した。

## 経歴
- 2005年 - 武蔵野美術大学 造形学部油絵学科 中退。
- 2009年 - 東京藝術大学 美術学部絵画科油画専攻 卒業。
- 2010年 - 11年 - ロンドン芸術大学 チェルシーカレッジ, MA ファインアートコース（交換留学）。
- 2012年 - 東京藝術大学 美術研究科絵画専攻 修了 （壁画第一研究室）。
- 2015年 - 東京藝術大学 美術研究科博士後期課程 美術専攻 油画（壁画）研究領域 修了。
- 2015年 - 17年 - 文化庁新進芸術家海外研修員としてウィーンに滞在制作（ウィーン大学 哲学科 間文化哲学研究室 客員研究員）
- 2018年 -  東京藝術大学美術学部絵画科油画 非常勤講師／武蔵野美術大学造形学部油絵学科 非常勤講師／東洋大学国際哲学研究センター 客員研究員。

## 受賞履歴
- 2006年 - 久米桂一郎奨学金（東京藝術大学）
- 2009年 - O氏記念賞（東京藝術大学）
- 2010年 - shiseido art egg 賞（資生堂ギャラリー）
- 2011年 - 展覧会ドラフト2011 入選（京都芸術センター）
- 2012年 - 上野芸友賞（東京藝術大学）

## 主な展覧会

### 個展
- 第４回シセイドウアートエッグ「絵画的主体の再魔術化」資生堂ギャラリー、東京、2010
- 「成層圏vol.6　私のゆくえ 村山悟郎」キュレーター：田中正之、ギャラリーαM、東京、2011
- 「監獄のファンタジー」小金井アートスポット シャトー2F、東京、2015
- 「シミュレーショナル・ポイエーシス」 Spektakel、ウィーン、2016
- 「座って見るために、画像を解除する」G/P Gallery、東京、2017
- 「Emergence of Order」大和日英ジャパンハウス、ロンドン、2018
- 「The museum of plastic nation」AISHONANZUKA、香港、2018

### グループ展
- 「MOTコレクション・MOTで見る夢」 東京都現代美術館、東京、2009
- 「TRANS COMPLEX - 情報技術時代の絵画」京都芸術センター、京都／AISHO MIURA ARTS、東京、2011
- 「玉川上水の件/Case01.Tamagawa-josui」22:00画廊、参加作家：第三会（加藤翼、川田淳、村山悟郎）、じゃぽにか(2013)
- 「VOCA展2013　現代美術の展望─新しい平面の作家たち」上野の森美術館、東京、2013
- 「生成のヴィジュアル -触発のつらなり」Takuro Someya Contemporary Art, Kashiwa、千葉、2013
- 「東京芸術大学 大学院美術研究科 博士審査展」東京芸術大学美術館、東京、2014
- art organization "CANCER"「THE MECHANISM OF RESEMBLING」EUKARYOTE、東京、2018
- 「21st Domani 明日展」国立新美術館、東京、2019
- 「瀬戸内国際芸術祭 2019」男木島、香川、2019
- 「あいちトリエンナーレ2019」愛知県美術館、愛知、2019
- "The Extended Mind" Talbot Rice Gallery, エジンバラ, スコットランド、2019
- "L’homme qui marche　Verkörperung des Sperrigen" クンストハレ ビーレフェルト, ドイツ、2019

## コレクション
- 東京都現代美術館
- 高橋コレクション
- MONTBLANC
- 東海東京証券
- ホテルオークラ東京
- ビーレフェルト美術館、ドイツ
- 国立奥多摩美術館

## 関連書籍

### 展覧会カタログ
- 『第4回 shiseido art egg』資生堂ギャラリー、2010
- 『ヒロシマオー・ヒロシマフクシマ』旧日本銀行広島支店、2012
- 『TRANS COMPLEX -情報技術時代の絵画』京都芸術センター／AISHO MIURA ARTS、2013
- 『VOCA展2013　現代美術の展望─新しい平面の作家たち』上野の森美術館、2013
- 『αMプロジェクト2011 成層圏』αM、2013
- 『ハギエンナーレ2013 "Third Life"』HAGISO、2013
- 『生成のヴィジュアル -触発のつらなり』Takuro Someya Contemporary Art、2014
- 『監獄のファンタジー』小金井シャトー2F、2016
- 『東京藝術大学創立130周年記念特別展『藝「大」コレクション　パンドラの箱が開いた！』東京芸術大学美術館、2017
- 「21st Domani 明日展」国立新美術館、東京、2019
- 「L’homme qui marche, Verkörperung des Sperrigen」ビーレフェルト美術館、ドイツ、2019
- 「あいちトリエンナーレ2019 情の時代 Taming Y/Our Passion」あいちトリエンナーレ実行委員会、生活の友社、2020

### 論文
- 「カップリングの経験化」『東京藝術大学 美術学部 論叢』第10号 2014.3 p.29-40
- 村山悟郎「創発する絵画 ［要旨］」東京藝術大学、東京藝術大学、2015年。
- 「オートポイエーシスと内部観測、そして制作論へ」『E!』9号 2016.7 p57-90
- 「手順：身体と質料をそなえた人間の回路 -情報技術時代の制作論」『iHuman AI時代の有機体-人間-機械』（学芸みらい社）p79-102

### 書籍

#### 表紙図版提供
- 河本英夫『損傷したシステムはいかに創発・再生するか --オートポイエーシスの第五領域』（新曜社）

#### 編著書寄稿
- 藤田直哉 編著『地域アート -美学/制度/日本』（堀之内出版）鼎談, p387-447（じゃぽにか）
- 河本英夫・稲垣 諭 編著『iHuman AI時代の有機体-人間-機械』（学芸みらい社）p79-102